# Ariel Borysiuk
Ariel Borysiuk (Biała Podlaska, 26 juli 1991) is een Pools voetballer die sinds juli 2016 onder contract staat bij Queens Park Rangers FC maar ondertussen op uitleenbasis bij Lechia Gdańsk.

## Clubcarrière
Borysiuk debuteerde op 23 februari 2007 voor Legia Warschau op zestienjarige leeftijd en werd daarmee de een na jongste debutant in de Ekstraklasa. Op 19 april 2008 scoorde hij zijn eerste doelpunt voor Legia wat hem direct de jongste doelpuntenmaker van de club maakte. In januari 2012 maakte hij de overstap naar het Duitse 1. FC Kaiserslautern. Hij werd direct al bij zijn debuut van het veld gestuurd nadat Borysiuk twee gele kaarten had ontvangen. In januari 2014 werd hij uitgeleend aan het Russische Volga Nizjni Novgorod en in juli van dat jaar volgde een uitleenbeurt aan Lechia Gdańsk. Na een jaar uitgeleend te zijn maakte hij aan het einde van het seizoen zijn verblijf in Gdańsk permanent.
Op 11 januari 2016 maakte hij de overstap naar zijn oude club Legia Warschau. Ook die club verliet hij weer na een halfjaar om een contract voor drie seizoenen te tekenen bij het Engelse Queens Park Rangers FC.
In 2017 volgde opnieuw een uitleenbeurt aan Lechia Gdańsk.

## Internationale carrière
Ariel Borysiuk speelde voor diverse vertegenwoordigende elftallen van Polen. Hij maakte zijn debuut voor het Pools voetbalelftal op 17 november 2010 in de wedstrijd tegen Ivoorkust.

## Erelijst
Legia Warschau:
- Ekstraklasa (1x): 2015/16
- Puchar Polski (3x): 2007/08, 2010/11 en 2015/16
- Poolse supercup (1x): 2008/09

1 Dieng ·
2 Kakay ·
3 Wallace ·
4 Dickie ·
5 De Wijs ·
6 Barbet ·
7 Johansen  ·
8 Amos ·
9 Dykes ·
10 Chair ·
11 Austin ·
12 Ball ·
13 Archer ·
14 Thomas ·
15 Field ·
16 McCallum ·
17 Dozzell ·
19 Gray ·
20 Dunne ·
21 Willock ·
22 Odubajo ·
32 Walsh ·
33 Barnes ·
34 Duke-McKenna ·
37 Adomah ·
Coach: Warburton